# Arsenal de la Carraca
L’arsenal de la Carraca est un arsenal sur la côte orientale de la baie de Cadix. Il abrite des chantiers de construction du port de Cadix. 
Cet établissement, fondé en 1752, a été le plus important de ce genre dans le royaume espagnol, et l’un des plus beaux de l’Europe.

## Source
« Arsenal de la Carraca », dans Pierre Larousse, Grand dictionnaire universel du XIXe siècle, Paris, Administration du grand dictionnaire universel, 15 vol., 1863-1890 [détail des éditions].